# Geraldo Magela
Geraldo Sebastião Magela Dias, também conhecido como "O Ceguinho" (Belo Horizonte, 10 de maio de 1958) é um humorista brasileiro. É célebre por suas piadas e causos sobre cegos, sendo ele mesmo um deficiente visual (ele sofre de retinose pigmentar).

## Biografia
Depois de ganhar um concurso de rádio no programa de Aldair Pinto na Rádio Capital, foi convidado a fazer participações no programa e, posteriormente, ganhou um horário próprio. Trabalhou ainda na Rádio Mineira, Rádio Inconfidência (Clube da Criança) e Rádio Itatiaia, sempre exibindo seu bom humor. Ainda na década de 90, chegou a apresentar todos os domingos o programa Alegria Brasileira na rádio Espacial FM, onde interpretava o personagem Zé do Banjo.
Foi no Programa do Jô que ele lançou seu primeiro show solo de humor, Ceguinho é a Mãe. Participou ainda de diversos outros programas de humor, como a Escolinha do Barulho, na Rede Record.
Está atualmente na 98 FM, de Belo Horizonte. Apresentou recentemente, na Campanha de Popularização do Teatro e da Dança, seu espetáculo O melhor do Ceguinho.
É fã de futebol, sendo torcedor do América Mineiro. Magela chegou a cobrir a Copa do Mundo FIFA de 2014 como comentarista do Fox Sports Brasil, de forma humorada e com comentários do tipo: “Não tive trabalho nenhum de analisar este lance” e “claro impedimento, nem preciso ver o replay”.

## Filmografia

### Televisão
| Ano       | Titulo                          | Papel                               | Emissora   |
| --------- | ------------------------------- | ----------------------------------- | ---------- |
| 1995      | Escolinha do Professor Raimundo | Zé do Banjo (participação especial) | Rede Globo |
| 1999-2001 | Escolinha do Barulho            | Zé do Banjo                         | RecordTV   |
| 2006-2007 | A Praça É Nossa                 | Ele mesmo                           | SBT        |
| 2011-2013 | Escolinha do Gugu               | Seu Magela                          | RecordTV   |

### Internet
| Ano           | Título                      | Cargo        | Plataforma |
| ------------- | --------------------------- | ------------ | ---------- |
| 2014-presente | Geraldo Magela - O Ceguinho | Apresentador | YouTube    |